# 伝承折り紙の一覧
伝承折り紙の一覧（でんしょうおりがみのいちらん）は、折り紙の伝承作品の一覧である。

## 伝統の折形礼法（おりがたれいほう）

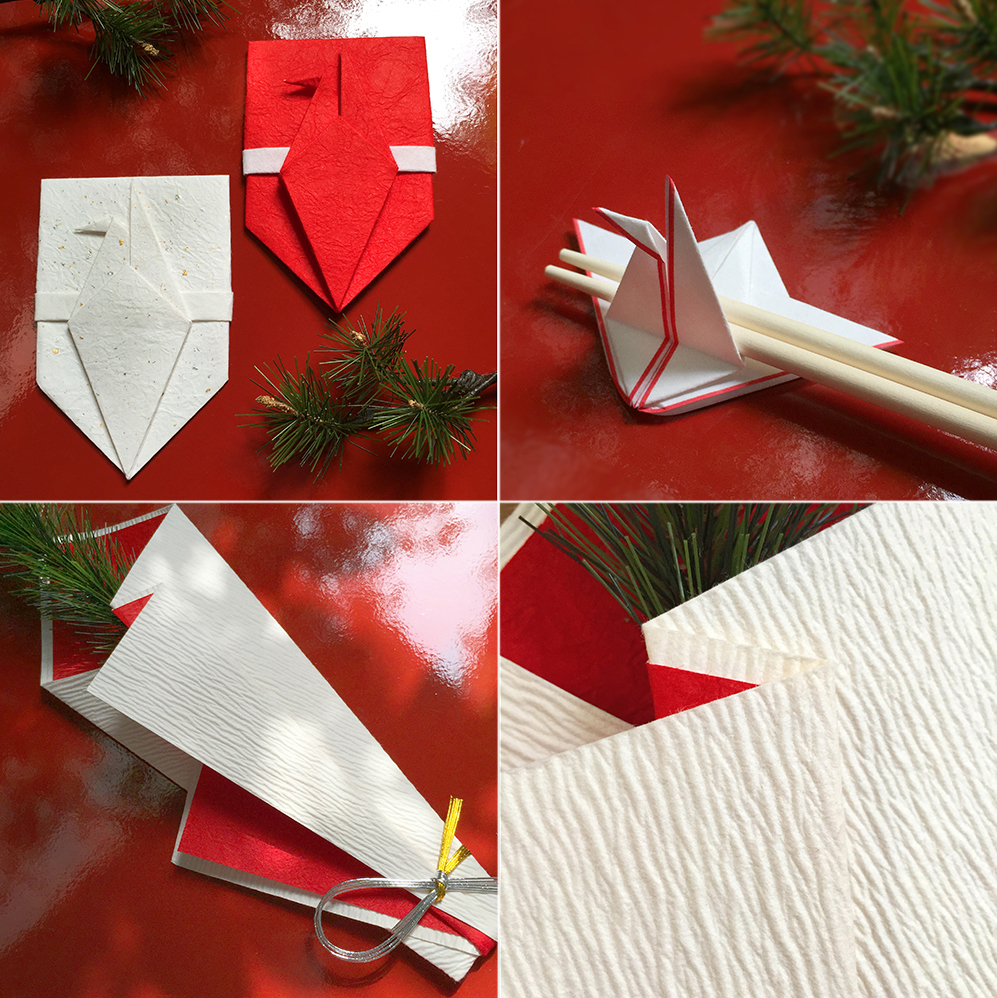
山根折形礼法教室の折形（おりがた）

- 折形（おりがた）

## 遊戯折形

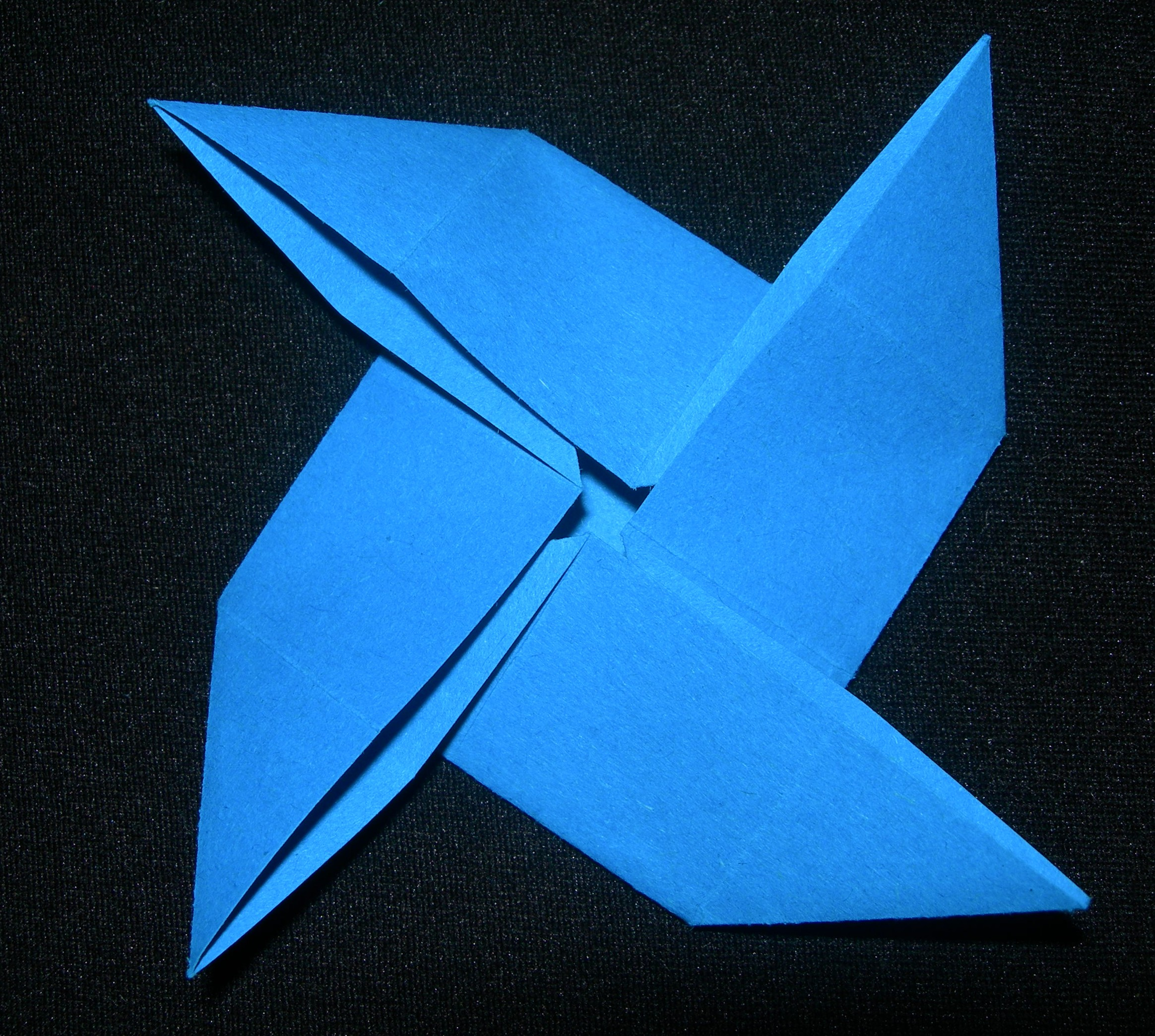
風車

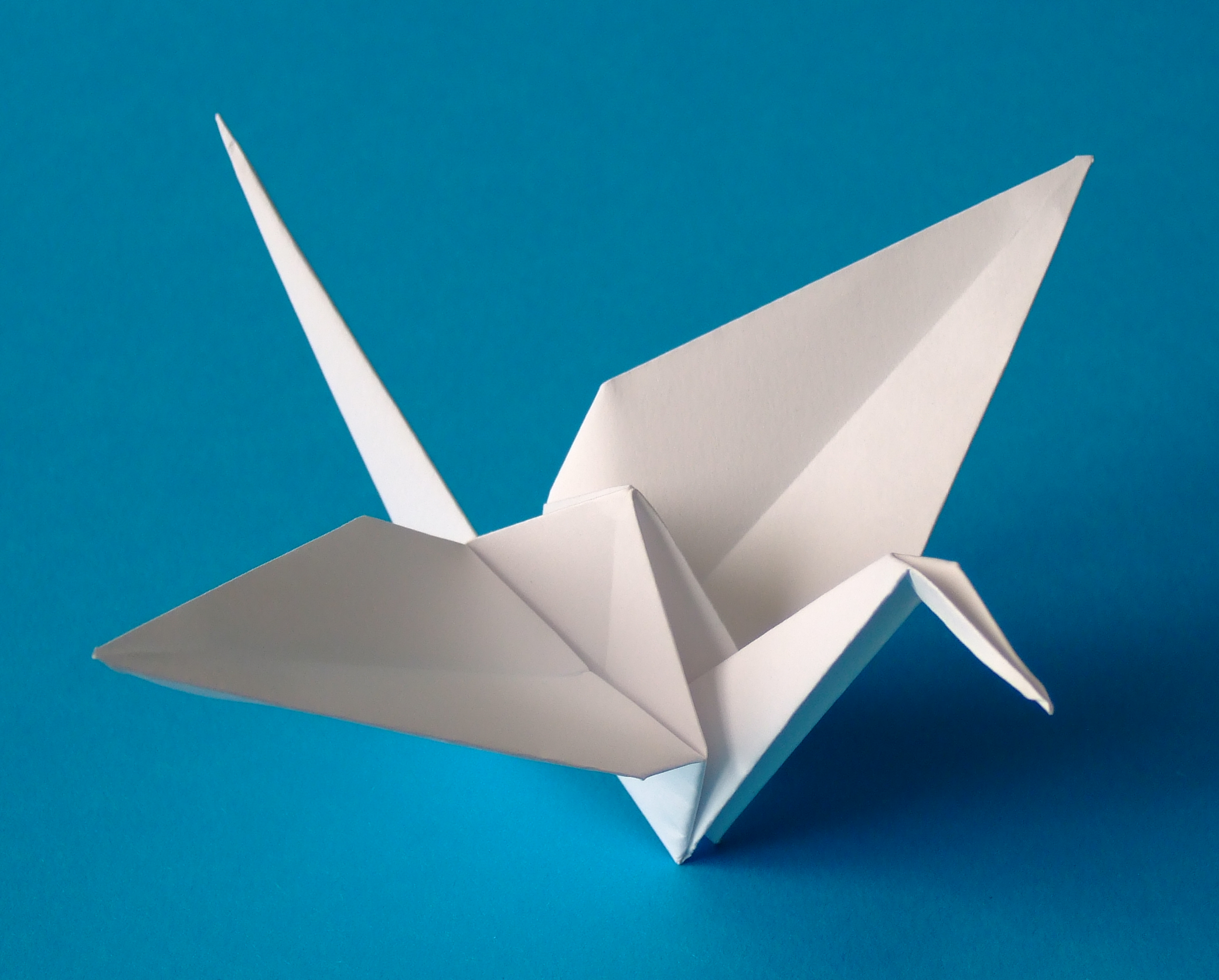
鶴

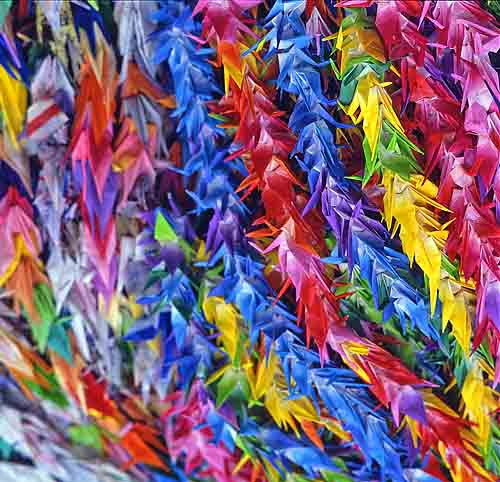
千羽鶴

- あやめ
- かえる
- かざぐるま
- かぶと
- 紙コップ
- 紙鉄砲
- 紙飛行機
  - イカ飛行機
  - へそ飛行機
  - やり飛行機
- 金魚
- くす玉
- 手裏剣
- 宝船
- たとう
- 鶴
  - 折羽鶴
  - 連鶴
    - 蕣（あさがお）
    - 妹背山
    - 拾餌
    - 布晒
    - 花見車
    - 昔男

  - 千羽鶴
- 百面相
- 風船
- ふくらすずめ
- めんこ
- やっこさん